# Eusynthemis deniseae
Eusynthemis deniseae – gatunek ważki z rodziny Synthemistidae.